# Callyspongia reticutis
Callyspongia reticutis är en svampdjursart som först beskrevs av Arthur Dendy 1905.  Callyspongia reticutis ingår i släktet Callyspongia och familjen Callyspongiidae.
Artens utbredningsområde är Sri Lanka. Utöver nominatformen finns också underarten C. r. salomonensis.